# Ikaruga
Ikaruga é um jogo eletrônico de shoot 'em up desenvolvido pela Treasure. É o sucessor espiritual  de Radiant Silvergun (1998) e foi originalmente lançado para os arcades Japoneses em dezembro de 2001. A história do jogo acompanha um piloto rebelde chamado Shinra enquanto ele luta contra uma nação inimiga usando uma nave-caça chamada Ikaruga, projetada de forma especial e podendo alternar entre duas polaridades: preta e branca. Essa mecânica de polaridade é o recurso principal e o fundamento para o design das fases e dos inimigos.Todos os inimigos e balas no jogo são pretos ou brancos. Balas da mesma cor do jogador são absorvidas, enquanto que as outras o eliminarão. O jogo oferece tanto um modo single-player quanto um cooperativo two players.
O desenvolvimento de Ikaruga começou durante as horas vagas de Hiroshi Iuchi, enquanto a Treasure  estava envolvida com o desenvolvimento de Sin and Punishment (2000). O jogo começou como uma continuação de Radiant Silvergun e pega emprestado muitos elementos dele, assim como a mecânica de polaridade de Silhouette Mirage (1997), da Treasure. Durante a fase de protótipo do jogo, a munição do jogador era limitada. A mecânica de absorção das balas era utilizada para recarregar a munição, no entanto, essa mecânica de munição foi considerada fraca, pois criava muitas quebras na ação. Em sintonia com a tradição filosófica de design de jogos da Treasure, Ikaruga foi projetado, intencionalmente, para desafiar as convenções padrões de design de jogos e desenvolver um novo tipo de jogo de tiro. Ao todo,cinco membros da equipe da Treasure trabalharam em Ikaruga, bem como três da G. rev na equipe de apoio.
Após o lançamento inicial em arcades japoneses, a recepção foi mista. Os membros da Treasure  explicaram que isso foi devido aos jogadores estarem esperando mais um jogo de tiro padrão, mas, ao invés disso, foram recebidos por um sistema de jogo diferente que contava mais com elementos de puzzle do que com uma jogabilidade baseada em tempo de reação para desviar das balas. Em 2002, Ikaruga foi portado para o Dreamcast no Japão e uma legião de seguidores começou a crescer devido aos gamers de jogos importados ao redor do mundo. Foi lançado mais tarde no Ocidente em 2003 para GameCube, recebendo críticas positivas. Os críticos elogiaram os gráficos, bem como a arte e o design de som. Algumas críticas foram direcionadas à dificuldade. A maior parte dos críticos acharam que as escolhas de design únicas do jogo foram inovadoras, enquanto outros acharam que encobriram muito dos elementos clássicos de jogos de tiro. Ikaruga foi mais tarde portado para o Xbox 360 , assim como para o Microsoft Windows e o Nintendo Switch. Em retrospectiva, Ikaruga é frequentemente considerado como um dos melhores shoot 'em ups de todos os tempos e um dos melhores trabalhos da Treasure.

## Jogabilidade
Ikaruga é um shoot 'em up de deslocamento vertical. O jogo apresenta cinco fases, três níveis de dificuldade, e tem suporte para modos single-player e cooperativo para dois jogadores. O jogador pilota o caça-estelar Ikaruga, movendo-se para evitar obstáculos e outras situações de perigo. Uma característica principal da jogabilidade de Ikaruga é o sistema de polaridade. O jogador pode pressionar um botão a qualquer momento para alternar a polaridade de sua nave entre preta e branca. Quando branca, a nave irá absorver balas brancas disparadas pelos inimigos e armazenar a sua energia  até que essa seja liberada com um ataque especial. No entanto, se a nave está branca e é atingindo pelas balas pretas, ela será destruída. O contrário ocorre quando a nave está preta. Naves inimigas também têm as polaridades preta e branca. Se a  nave do jogador está branca e a do inimigo preta, as balas do jogador vão causar duas vezes o dano que causaria se a sua nave fosse preta. Se um inimigo é destruído com a mesma polaridade do jogador, a nave expulsará energia que pode ser absorvida ou, se o jogador mudar de polaridades muito rapidamente, apresentará um perigo fatal. :9

Jogador usando o ataque laser teleguiado, durante a forma preta. Balas brancas se aproximam pela esquerda.

Não há qualquer tipo de pick-ups ou power-ups em Ikaruga, em vez disso, o jogador conta só com um disparo de arma padrão e um laser teleguiado. Balas absorvidas contribuem para a carregar o ataque laser teleguiado do jogador. O poder do ataque aumenta em um nível para cada dez balas inimigas absorvidas. Cada nível é igual a um laser,sendo que podem ser armazenados no máximo 12. Um laser teleguiado é dez vezes mais potente do que um tiro padrão. :9 O  sistema de pontuação do jogo consiste em encadear ataques para ganhar bônus. Destruindo três caças inimigos da mesma cor de uma só vez recompensará o jogador com um bônus por combo. O jogador ganhará 100 pontos por seu primeiro bônus de combo, e duas vezes essa mesma quantia para cada bônus a partir desse. Esses bônus podem ser multiplicados até um máximo de 25,600, mas se forem interrompidos pela destruição de um inimigo fora de ordem, o bônus será resetado. :10
Os ports de console de Ikaruga apresentam modos de jogo adicionais além do modo arcade padrão. Há modos disponíveis que permitem aos jogadores praticarem as fases que eles liberaram em velocidade normal ou reduzida. Um modo desafio, que arquiva a pontuação dos jogadores e a compara a de outros ao redor do mundo, está disponível. . Se certas exigências forem atendidas, um modo protótipo será liberado, limitando o número de balas que o jogador possui. As balas têm de ser absorvidas para manter as munições em estoque. Em um modo alternativo de se jogar o jogo padrão, intitulado "Bullet Eater", o jogador não dispara nenhum tiro e, ao invés disso, passa por todos as fases absorvendo as balas.. :10-12

## Sinopse
Há muitos anos, um dos homens mais poderosos na pequena ilha conhecida como Nação Horai, Tenro Horai, descobriu um incrível poder mágico nas profundezas da terra que lhe concedeu força divina: o Ubusunagami Okinokai. Tenro e seus seguidores usaram esse poder para conquistar outras nações. Uma federação rebelde chamada Tenkaku surgiu para desafiar Horai. Eles lutaram para libertar o mundo das invasões de Horai, mas perderam batalha após batalha. Eventualmente, eles foram quase que totalmente aniquilados, com exceção de um rapaz que sobreviveu, chamado Shinra. Shinra partiu para a batalha contra Horai novamente, mas ele foi abatido e caiu em um remoto vilarejo chamado Ikaruga. O vilarejo era habitado pelo povo que tinha sido exilado devido à expansão de Horai. Os habitantes do vilarejo salvaram Shinra dos destroços do avião e cuidaram dele até que melhorasse. Após sua melhora, Shinra afirmou que ainda estava determinado a continuar batalhando contra Horai. Os moradores confiaram a ele um caça que eles mesmos tinham construído: Ikaruga. O caça foi projetado de forma especial e estava escondido em um local subterrâneo embaixo do vilarejo. Foi o primeiro caça construído para utilizar e alternar entre as duas polaridades de energia, preta e branca. Decidido, Shinra sai para a batalha e começa a história dele contra a Horai, que de alguma, mantinha Stone-Like, o chefão de Radiant Silvergun, selado em suas instalações. A batalha é dura e Shinra se auto-sacrifica para destruir o Stone-Like, que parte-se em pedaços e a Horai é destruída também. O final mostra a Terra finalmente em paz.:6

## Desenvolvimento
O desenvolvimento de Ikaruga começou durante o desenvolvimento de Sin and Punishment (2000), da Treasure. Ikaruga foi autofinanciado (e, mais tarde, autopublicado). Já que os recursos da empresa foram alocados para o Sin and Punishment, o diretor Hiroshi Iuchi trabalhou em Ikaruga em casa durante seu tempo livre e desenvolveu um protótipo com a ajuda do programador Atsutomo Nakagawa. Ikaruga compartilha elementos básicos de jogos de tiro com um título antecessor a ele de shoot 'em up da Treasure: Radiant Silvergun (1998). Além disso, os elementos de polaridade são semelhantes ao do jogo anterior, Silhouette Mirage (1997). Outra fonte de inspiração foi o sistema de defesa em Shinrei Jusatsushi Taromaru (1997) para o Sega Saturn. Iuchi reutilizou sprites de Radiant Silvergun para que pudesse terminar o protótipo rapidamente. Uma característica única do design original foi a munição limitada. O estoque de munição do jogador era reabastecido por absorção das balas inimigas. Esta mecânica foi considerada fraca pois criou lacunas na ação do jogo quando não se podia disparar balas. Essas ideias de jogabilidade da versão protótipo foram posteriormente incluídas no modo bônus especial na versão final do jogo. :12 Depois de mais testes e consultas entre os membros da equipe, o sistema de jogabilidade final foi implementado.
Ikaruga é tido como um sucessor espiritual de Radiant Silvergun. Originalmente, Radiant Silvergun tinha sido concebido para ser uma trilogia, e Ikaruga foi inicialmente desenvolvido como uma continuação direta, com o codinome de "Projeto RS-2". O conceito temático para Radiant Silvergun foi "World", e para Ikaruga foi "Will". Em consonância com a tradição filosófica de design de jogos da Treasure, Ikaruga foi intencionalmente projetado para desafiar as convenções de design de jogos padrões  e desenvolver um novo tipo de jogo de tiro. A dificuldade do jogo está nos elementos de  elementos puzzle, tal como a mudança de polaridade, ao invés de desviar de balas. Diferente de Radiant Silvergun, o sistema de pontuação não estava relacionado à jogabilidade. Desta forma, o jogo foi concebido para atrair tanto os jogadores que jogam pela pontuação quanto aqueles que não estão interessados. No começo, as fases foram projetadas com o sistema de combo em mente, mas isso tornou a rota ideal óbvia demais. Em vez disso, a equipe reimaginou as fases e os inimigos de modo a tornar mais difícil de determinar qual seria a rota pra obter a melhor pontuação. O ritmo do jogo é análogo ao de uma "montanha" e um "vale", no qual a música e ação atingem seu auge, seguido por uma atmosfera melancólica e depois recomeça tudo outra vez. Ao final do desenvolvimento do jogo, cinco membros da equipe Treasure tinham trabalhado no jogo e três da equipe de apoio G. rev.

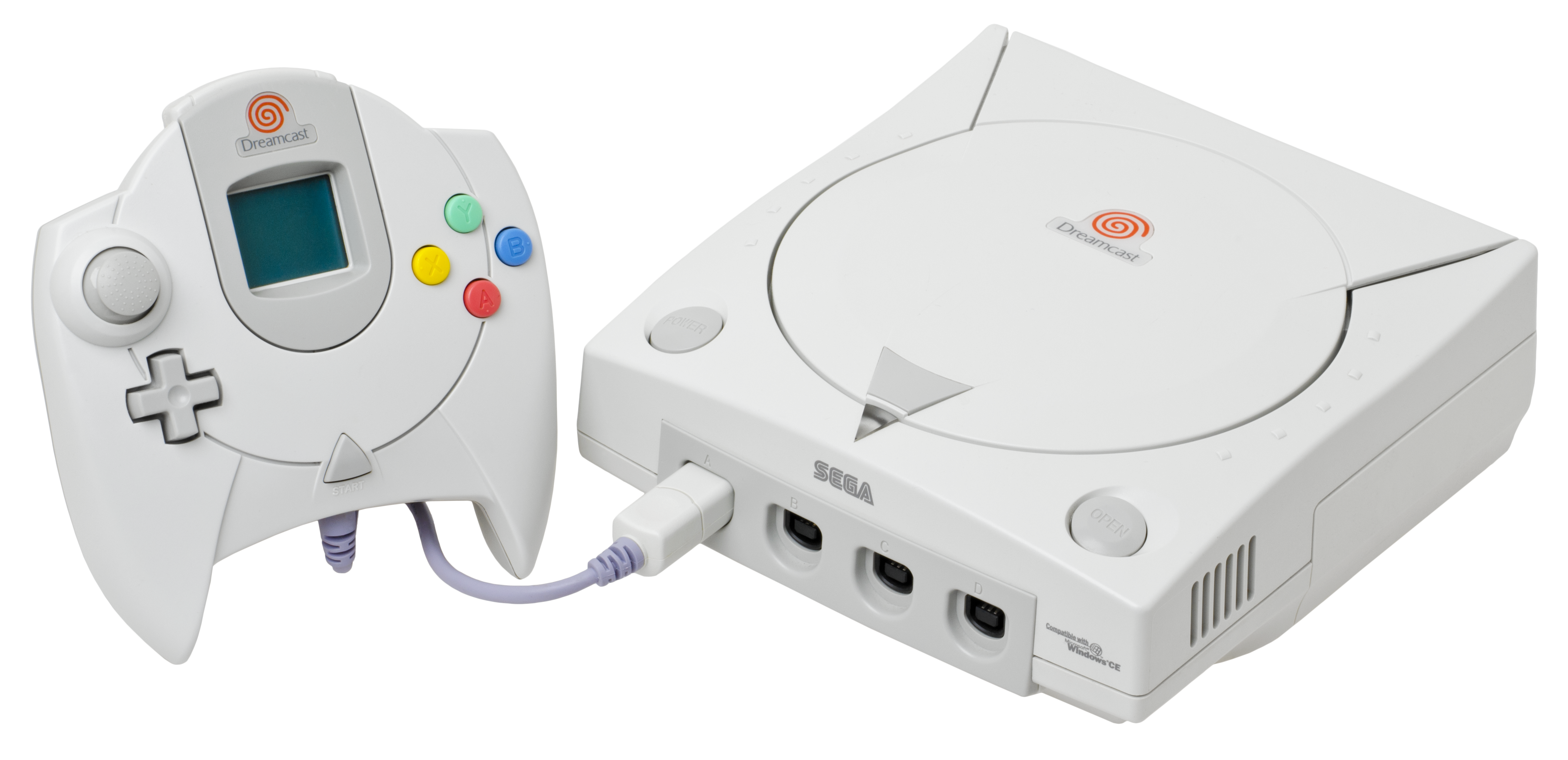
A versão de Dreamcast do Ikaruga foi importada por jogadores no mundo todo e ganhou uma legião de seguidores antes mesmo do lançamento oficial no Ocidente.

## Lançamento
Ikaruga foi voltado para os fãs leais da Treasure, já que agradá-los era a primeira prioridade da equipe. Embora o jogo estava sendo desenvolvido para  plataforma de arcade Sega NAOMI, era comum que os jogos da NAOMI fossem portados para o Dreamcast, fato que a equipe de desenvolvimento tinha em mente. A versão da NAOMI teve os bugs testados em um Dreamcast, logo portar Ikaruga foi muito fácil. Ikaruga foi lançado pela primeira vez para arcades, no Japão, em 20 de dezembro de 2001. Um port para o  Dreamcast foi lançado exclusivamente no Japão, em 5 de setembro de 2002. Apesar que ainda não tinha sido publicado no Ocidente, Ikaruga começou a a juntar uma legião de fãs na América do Norte entre os importadores de jogos. Em 16 de janeiro de 2003, a Infogrames publicou Ikaruga para o GameCube no Japão sob a marca Atari . Ainda nesse mesmo mês, a Infogrames confirmou que a versão de GameCube do Ikaruga viria para a América do Norte e Europa, mencionando a popularidade de Ikaruga no Japão e o crescimento do número de fãs do jogo ao redor do mundo. O jogo foi finalmente lançado em 15 de abril de 2003, na América do Norte e em 9 de maio de 2003, na Europa.
Em 12 de setembro de 2007, a Microsoft anunciou que eles estavam planejando lançar Ikaruga na Xbox Live Arcade para o Xbox 360. O jogo foi lançado em 9 de abril de 2008, e incluía novidades, tais como ranking, conquistas e a possibilidade de gravar e reproduzir jogadas. A Treasure mais tarde lançou Ikaruga para a plataforma de distribuição de arcade, NESiCAxLive, em 8 de agosto de 2013. Em outubro de 2013, a Treasure colocou o título para ser avaliado na Steam Greenlight, de modo a trazer o jogo (baseado na versão de Xbox 360) para o Microsoft Windows e também na esperança de trazer seus demais títulos para a plataforma no futuro. O jogo foi lançado no Steam em 18 de fevereiro de 2014.

## Recepção e legado
A recepção inicial a Ikaruga, no Japão, foi mista. Os jogadores elogiaram os gráficos e a música, mas as opiniões sobre o sistema de jogo foram divergentes. O diretor Hiroshi Iuchi atentou ao que os jogadores iriam dizer-lhe: "este não é um jogo de arcade...faça com que fique mais emocionante e rápido." Tanto Iuchi quanto o produtor Masoto Maegawa afirmaram que estas recepções pouco entusiásticas se devem aos jogadores estarem esperando um shooter mais tradicional. Ambos acharam que Ikaruga era um novo tipo de shooter e que trazer variedade era importante para o crescimento  das casas de jogos. O port original do Dreamcast de Ikaruga foi bem recebido por Greg Kasavin da GameSpot. Ele elogiou o jogo pelos seus gráficos, som e dificuldade desafiadora. Ele também elogiou o jogo por  trazer de volta e dar destaque a um gênero esquecido, e disse:"Ikaruga pega 20 anos de ideias ótimas em design de jogo e, de alguma forma, consegue dar nova vida a eles...fazendo um jogo que é, ao mesmo tempo, familiar e absolutamente único."
A versão de Gamecube recebeu, em sua maior parte, resenhas favoráveis dos críticos ocidentais. Os gráficos, design artístico e som foram elogiados por unanimidade e um certo criticismo foi direcionado à curta duração do jogo. Críticos concordaram que o design do jogo Ikaruga foi "inovador", "inteligente" e "único". Foi dado destaque à dificuldade por ser tanto convidativa aos fãs old-school de shooter, quanto por ser restritiva ao criar uma barreira aos novatos do gênero e, por isso, foi criticada. Tyrone Rodriguez da IGN chamou o jogo de "um shooter para fanáticos por shooter" e, Corbie Dillard, da Nintendo Life, constatou: "se você é um fã de shooter você precisa, sem sobra de dúvidas, ter pelo menos uma versão desta obra-prima." A IGN selecionou Ikaruga como Jogo do Mês de Abril de 2003. A recepção dos ports do Xbox 360 e do Windows foi similar à versão de Gamecube. Topher Cantler, da Destructoid, deu a Ikaruga nota máxima e o título de  "obra de arte". Ainda que a maioria dos críticos concordassem que o design único do jogo Ikaruga fosse uma característica positiva, Simon Parkin da Eurogamer lembrou que, em contraponto, o seu design novo é também a sua fraqueza, pois reprime muitos dos outros elementos que definem um shoot 'em up e o transforma em algo diferente e "inscrutável"."
A IGN elegeu Ikaruga como o terceiro melhor jogo de tiro 2D de todos os tempos. Adam Smith da Rock, Paper, Shotgun disse que Ikaruga é um dos melhores trabalhos da Treasures e  "um dos jogos mais perfeitos que já jogou."" Kurt Kalata, da Hardcore Gaming 101, pensa de maneira similar, e disse que é um dos jogos mais populares da Treasure, e um "dos jogos de tiro mais memoráveis de todos os tempos."